# Ramón Pajares Pardo
Ramón Pajares Pardo (Torrelavega, Cantabria, 18 de agosto de 1912 – Jaén, 3 de septiembre de 1993) fue un arquitecto español. Obtuvo su título en la Escuela Técnica Superior de Arquitectura de Madrid en 1940. Se estableció en Andújar (Jaén) para trabajar en Regiones Devastadas, trasladándose a la capital jiennense en 1945. Obtuvo su acreditación de funcionario  en el Ministerio de la Vivienda y posteriormente en la Consejería de Obras Públicas y Transportes donde trabajó hasta su jubilación a los 68 años.

## Biografía

### 1912-1930 (La infancia)
Transcurrió en Torrelavega junto a sus hermanos Pedro, Luis y Carmen trasladándose más tarde a Santander donde cursó los estudios de bachillerato. Su padre Pedro Pajares Liébana era un castellano de Guardo (Palencia) que trabajó hasta su jubilación en La Cooperativa Lechera SAM con sede en Renedo de Piélagos (Cantabria) muy cerca de Torrelavega.

### 1930-1940 (La juventud)
En el año 1930, Ramón se trasladó a Madrid (Calle Acántara-Montesa) ya que nombraron a su padre (ya viudo) como apoderado de la Empresa en la capital de España. Comenzó la carrera de Arquitectura el curso 1931/32, estudios que se vieron interrumpidos con el estallido de la guerra civil. En esta época conoció Ramón a su futura esposa, que vivía en la vecina calle Padilla, Rosario Gutiérrez de la Cámara (Málaga 1915 – † Jaén 1995), hija de Quirino Gutiérrez, un marino de guerra, nacido en Astillero(Cantabria) que, siendo Guardiamarina en el navío Almirante Oquendo, luchó, fue encarcelado y posteriormente liberado en la batalla de Santiago de Cuba  y de Emma de la Cámara Diaz, una malagueña cuyo padre, Manuel de la Cámara Livermore, fue un vicealmirante de la Armada española que tuvo altas responsabilidades en las guerras de Cuba y Filipinas. Tres tíos de Ramón, hermanos de su padre, fueron destacados sacerdotes: Hexiquio, Albino y Francisco Pajares Liébana. Albino (Cura castrense) fue quien lo casó en Madrid.

### 1940-1993 (La madurez)
Como profesional reconoce la admiración e influencia de los arquitectos que también fueron sus maestros; Teodoro de Anasagasti, Leopoldo Torres Balbás, Pascual Bravo Sanfeliú y Modesto López Otero. Fue compañero de estudios de Juan del Corro que luego fue catedrático de las asignaturas de matemáticas (Álgebra y Cálculo) en la misma Escuela de Arquitectura de Madrid. Su primer destino laboral (noviembre de 1940) fue Andújar que fue declarada cabecera de comarca del Organismo Regiones Devastadas donde colaboró con el arquitecto Francisco Prieto Moreno.
 Celebra su boda en el año 1942 y en el año 1945 se traslada a Jaén. En el año 1957 obtiene la acreditación de funcionario del nuevo Ministerio de la Vivienda y antes, en el año 1956 obtiene por Concurso la plaza de Arquitecto municipal de Martos. Tuvo estudio propio donde llegaron a trabajar hasta diez empleados. La obra más emblemática de su carrera fue el Colegio de los Hermanos Maristas en Jaén  promovido por el ministro de Educación Joaquín Ruiz Jiménez. Con el colaboraron artistas como el pintor Francisco Baños Martos que fue autor de los murales de la Iglesia Cristo Rey o del Salón de Actos de la Casa de la Falange (hoy desaparecido) y del escultor malagueño, Francisco Palma Burgos que esculpió el retablo exterior del Templo de las Escuelas S.A.F.A. de Úbeda. En Jaén formó su familia y vivió el resto de su vida.

## Obras de Arquitectura

### Provincia de Jaén

#### Mercados municipales
- Marmolejo (1946)[5]
- Arjona (1948)
- Porcuna (1948)
- Jimena (1949)
- Martos (1949)
- Bedmar (1950)
- Jabalquinto (1953)
- Lopera (1953)
- Torredelcampo (1953)
- Jódar (1954) (en colaboración)
- Cabra del Santo Cristo (1955)
- Castellar (1955)

#### Centros de Enseñanza Pública
- Lopera - Grupo escolar (1941)[6][7]
- Andujar - Grupo escolar (1942)
- Porcuna - Grupo escolar (1943)
- Marmolejo - Grupo escolar (1944)
- Arjona - Grupo escolar y viviendas de maestros (1946)
- Torredelcampo - Grupo escolar (1949)
- Bedmar - Grupo escolar (1950)
- Andujar - Escuela elemental (1955)

#### Centros de Enseñanza Privada
- Úbeda - SAFA-Talleres (1948)

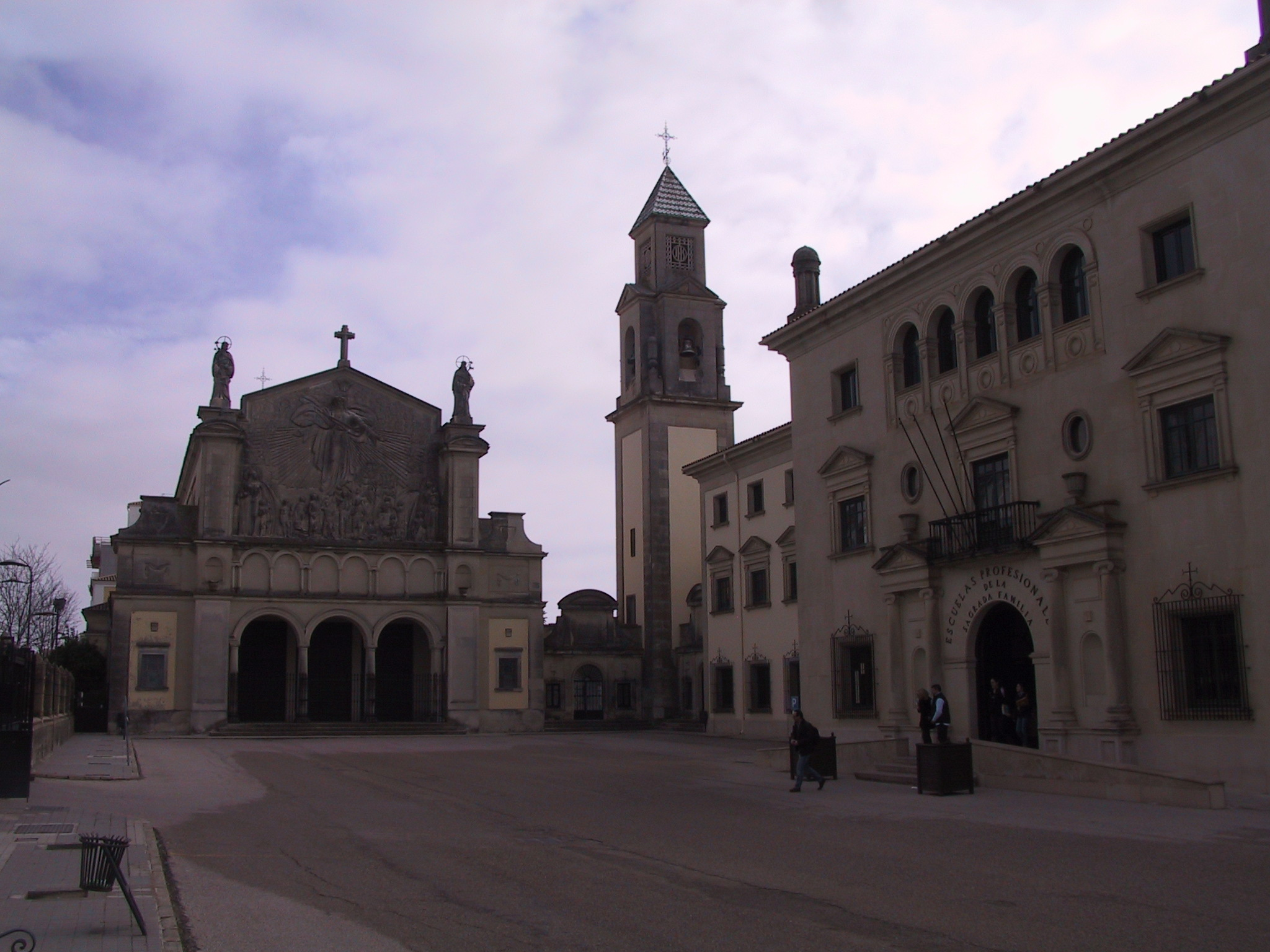
Escuelas de la Sagrada Familia-Úbeda

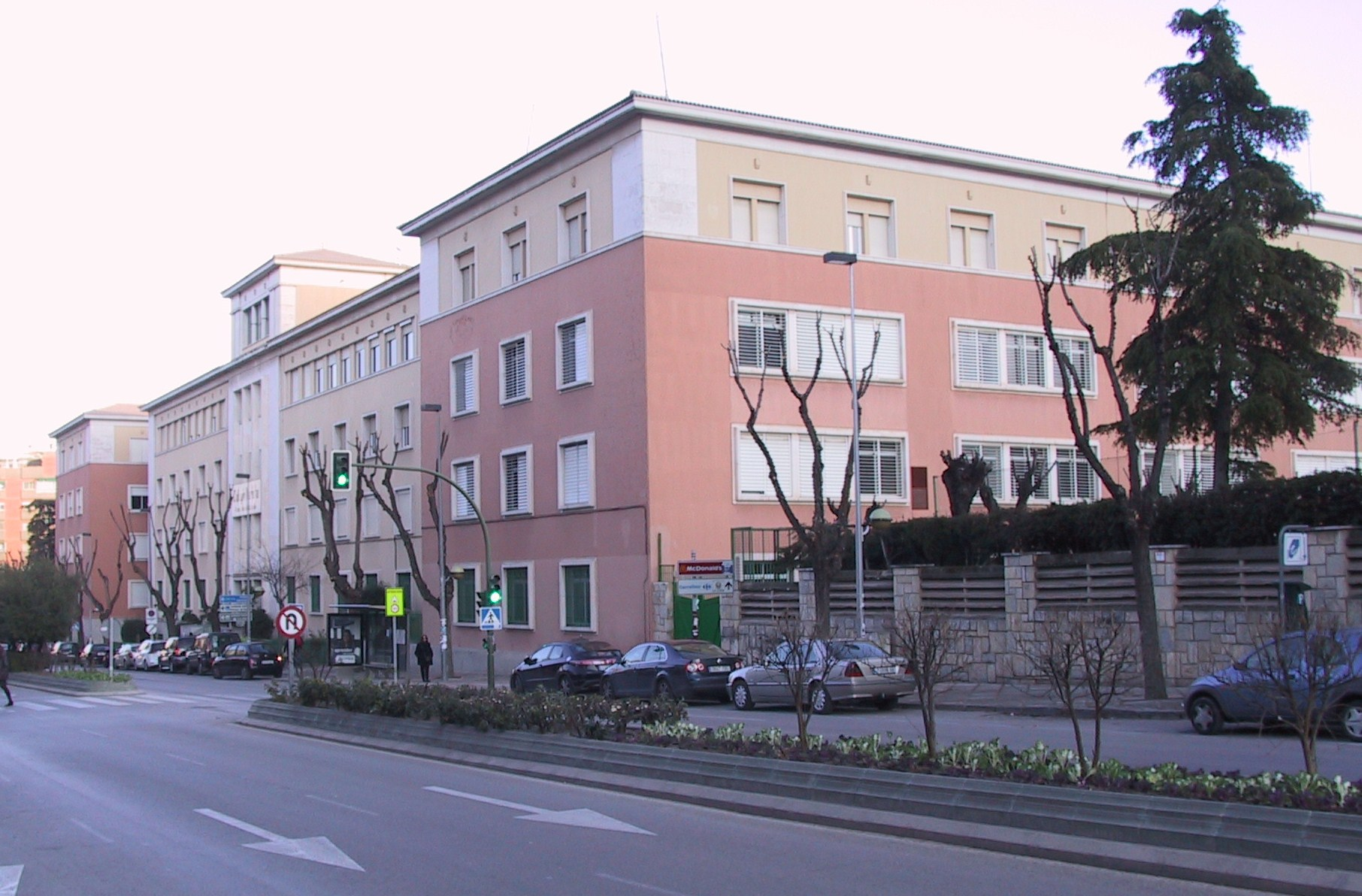
Colegio de los Hermanos Maristas en Jaén

- Villacarrillo - SAFA-Grupo escolar y Talleres (1948)
- Alcalá la Real -SAFA -Grupo escolar y Talleres (1949)
- Linares - SAFA-Grupo escolar, Internado y Talleres (1950)
- Úbeda - SAFA- Escuela de Magisterio y Comercio e Iglesia (1952)[8]
- Jaén - Colegio de Hermanos Maristas (1954)
- Jaén - Ampliación Colegio de las Carmelitas (1955)
- Andujar - SAFA-Grupo escolar y Talleres

#### Casas Consistoriales
- Lopera  (1947)[9]
- Mengibar (1953)[10]
- Villarrodrigo (1954)
- Porcuna (1955)
- Villacarrillo (1955)
- Arjona (1955)

#### Edificios de la Salud
- Porcuna - Hospital municipal/Maternidad (1946)
- Torredelcampo - Centro Sanitario (1949)
- Beas de Segura - Hospital y Centro de Higiene (1952)
- Lopera - Reconstrucción Hospital S.J. de Dios (1953)
- Andújar - Consultorio de Beneficencia (1955)

#### Otros edificios dotacionales

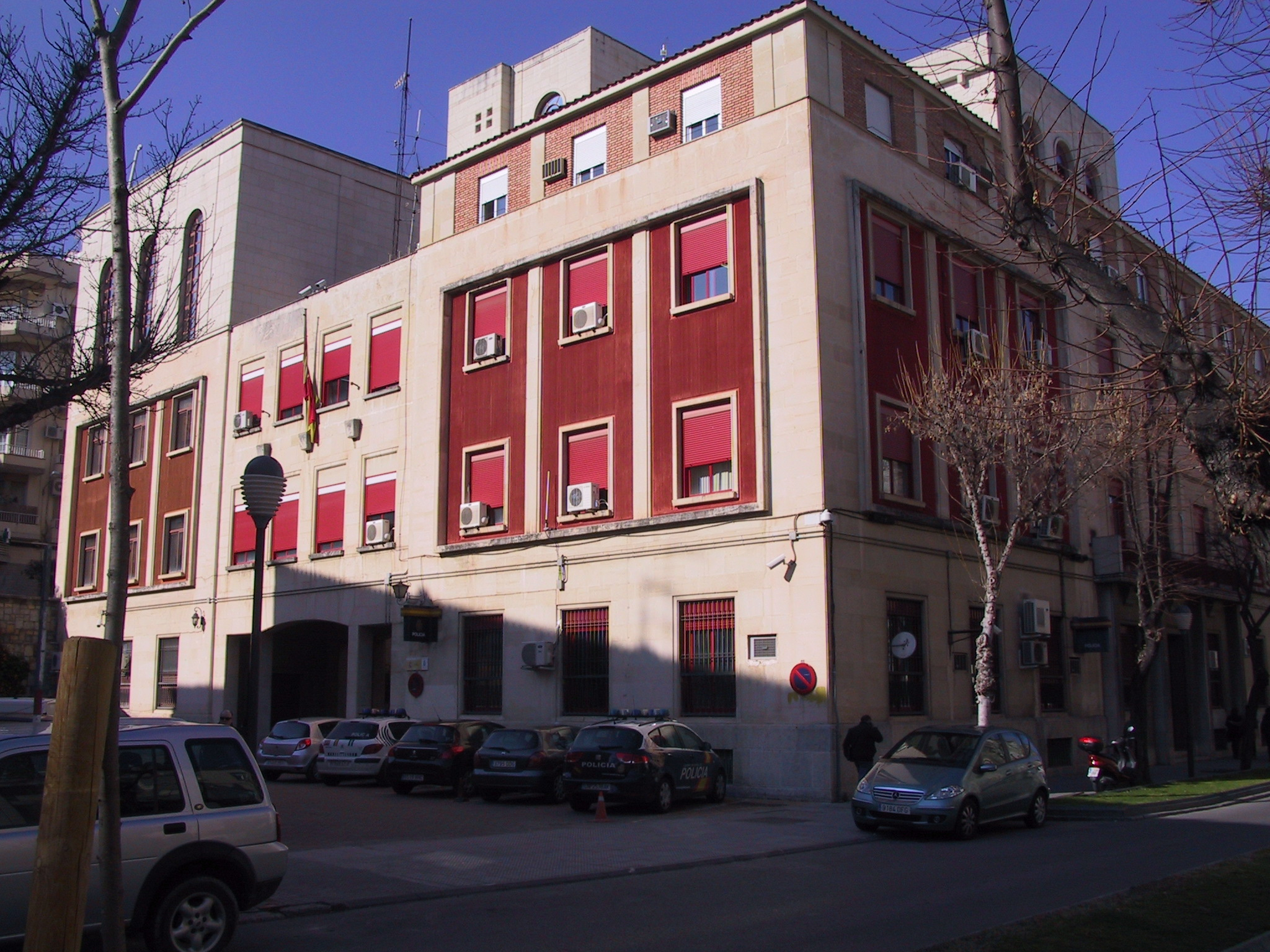
Consejería de Cultura, Educación y Comisaría de Policía (antes Casa de Falange)

- Andújar - Correos y Telégrafos (1941)
- Jaén - Reformas en Seminario (1945)
- Andújar - Estadio Municipal “San Eufrasio” (1947)
- Marmolejo - Reconstrucción Cementerio (1949)
- Alcaudete - Matadero municipal (1950)
- Torredelcampo - Juzgado comarcal (1950)
- Marmolejo - Biblioteca y Museo municipal (1952)
- Puente Génave - Lavadero público (1952)
- Arjona - Correos y Telégrafos (1953)
- Jaén - Casa de la Falange (Hoy, Cons.Cultura) (1953)
- Jaén - Edificio de Almacenes (1953)
- Mancha Real - Fábrica de harinas (1953)
- Martos - Correos y Telégrafos (1953)
- Andújar - Cine Avenida (1955)
- Bailén - Estación de Servicio (1955)
- Martos - Silos circulares de H.A. (1955)
- Mengíbar - Fábrica de Conservas y Papel (1955)
- Jaén - Reconstrucción Palacio Episcopal

#### Cuarteles de la Guardia Civil
- Lopera (1941)[11]
- Higuera de Calatrava (1942)
- Arjona (1945)
- Marmolejo (1953)
- Porcuna (1953)

#### Iglesias
- Arjona - San Martín (1946)
- Arjona - San Juan (1953)
- Baeza - Reforma Seminario (1947)
- Baeza - Santuario La Yedra (1942)
- Jaén - San Pedro Pascual (1964)

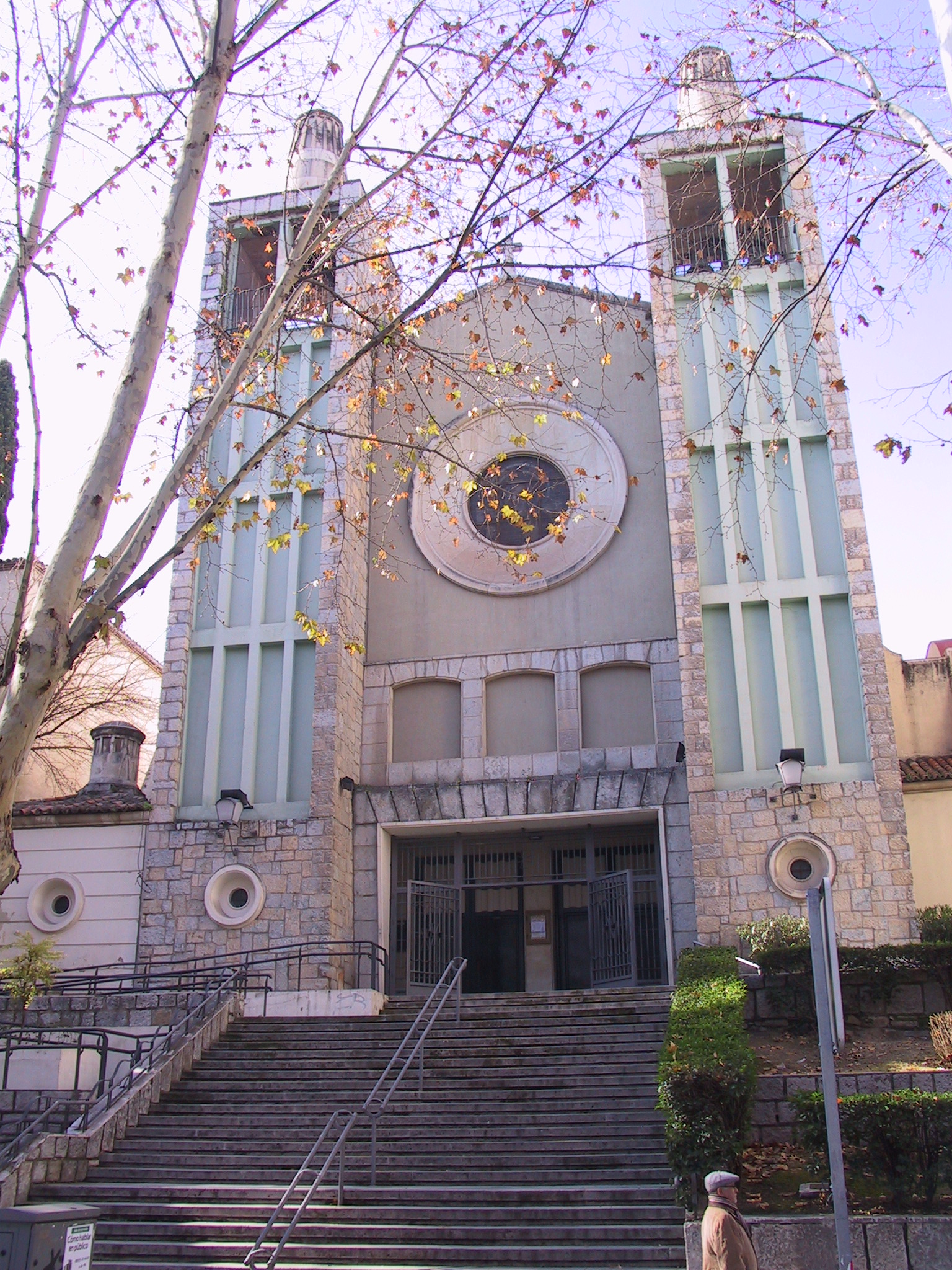
Iglesia de Cristo Rey de Jaén.

- Jaén - Consolidación de la Catedral (1954)
- Jaén - Cristo Rey (1951)[12]
- Jaén - Santa Isabel (1947)
- Jaén - Hermanas Carmelitas (hoy San Miguel)
- Jamilena - Reconstrucción Parroquia (1943)
- Linares - Santa María (1945)
- Linares - San Agustín (1961)
- Martos - Santa María de la Villa (1946)
- Martos - San Amador y Santa Ana
- Martos - Convento de la Santísima Trinidad (1943)
- Siles - Seminario “La Fresnedilla”
- Valdepeñas de Jaén - Iglesia parroquial/reconstrucción (1952)
- Villacarrillo - Iglesia parroquial (1945)

#### Viviendas
- Jaén - Polígono San Pedro Pascual (1963)
- Jaén - Patronato de Funcionarios M. Trabajo (1967)
- Jaén - Patronato de Funcionarios M.O.P.U. (1968)
- Porcuna - 46 viv P.O. (1953)
- Porcuna - 46 viv P.O. (1953)
- Martos - 55 viv P.O. (1946)
- Martos - 48 viv para jornaleros (1946)
- Andújar - 49 viv P.O. (1947)
- Higuera de Calatrava - 32 viv para jornaleros (1941)
- Lopera - 26+11 viv para jornaleros (1941)
- Marmolejo - 32+19 viv para jornaleros (1945)
- Santiago de Calatrava - 34 viv para jornaleros (1941)

#### Planeamiento
- Lopera
- Porcuna[13]
- Martos

### Trabajos en otras provincias
- Madrid - Proyecto Iglesia Ntra Sra. del Pilar (1946)
- Valenzuela (Córdoba) - Paseo de Ronda (1946)
- Valenzuela (Córdoba) - reconstrucción Cementerio (1947)
- Valenzuela (Córdoba) - Cuartel Guardia Civil (1949)
- Valenzuela (Córdoba) - reconstrucción Casa Ayuntamiento (1950)
- Valenzuela (Córdoba) - Barriada de 52 viviendas (1952)
- Valenzuela (Córdoba) - Local para Cine (1954)
- Puerto de Santa María (Cádiz) - S.A.F.A.-Talleres, Salon de Actos y Capilla (1950-55)
- Santander (Cantabria) - Pabellón Colegio de la Enseñanza
- Sierrapando (Cantabria) - Iglesia y Casa Rectoral-Santos Justo y Pastor

## Publicaciones

### Revista Reconstrucción
- N.º 29 (1943) La Reconstrucción de Andalucía
- N.º 45 (1944) Cuarteles Guardia Civil en Lopera, Santiago e Higuera de Calatrava
- N.º 48 (1944) Escuela Hogar en Porcuna
- N.º 52 (1945) Viviendas en Lopera y Porcuna
- N.º 85 (1948) Ayuntamientos de porcuna Lopera y S. de Calatrava
- N.º 86 (1948) Edificios Escolares en la Provincia de Jaén
- N.º 87 (1948) La Reconstrucción de Iglesias
- N.º 121 (1953) Comedor Infantil en Martos
- N.º 122 (1953) Nuevos Mercados en la Provincia de Jaén

### Revista Nacional de Arquitectura
- N.º 171 (1956) Iglesia de Cristo Rey-Jaén

## Actividad no profesional

### Cultural
Como melómano estuvo vinculado al Grupo Filarmónico Andrés Segovia de Jaén que promovía la poca actividad musical de la posguerra siendo el impulsor de que cantara en Jaén el prestigioso Coro Ronda Garcilaso de Torrelavega especializado en Canción Montañesa. 

Colega y amigo de Pablo Castillo García-Negrete, vivió de cerca la creación por este arquitecto del ya consolidado a nivel internacional: Premio Jaén de piano. 

Fue Consejero del Instituto de Estudios Giennenses. 

Presidente de la Junta rectora de la Real Sociedad Económica de Amigos del País de Jaén)

Estudioso del cine como fenómeno cultural, dirigió bastantes “Cine-Fórum” en los años 60 en importantes películas como: Mon Oncle de Jacques Tati, Los 400 golpes de Francois Truffaut, El Globo rojo de Albert Lamorisse o Ladrón de bicicletas de Vittorio de Sica

### Social y religiosa
Como aficionado al deporte, sobre todo al fútbol, llegó a ser vicepresidente del Real Jaén Club de Fútbol en las temporadas 1956/1957 y 1957/58.

De profundas convicciones religiosas (Presidente de Acción Católica diocesana, Cursillos de Cristiandad, etc.) y sociales (Cáritas Diocesana).
Miembro de la Comisión Gestora de la Diputación Provincial de Jaén en el año 1946